# Pankaj Oswal
Pankaj Oswal est un homme d'affaires et dirigeant d'entreprise indien qui s'est établi en Australie en 2001. En 2008, il était le président et le managing director de Burrup Holdings Limited (BOY). Cette société australienne est l'un des plus grands fabricants d'ammoniac liquide. Oswal possède une fortune dépassant 2 milliards AUD, ce qui en fait l'un des hommes les plus riches d'Australie. Il détient 55 % du capital de BOY.
Il est régulièrement impliqué dans des controverses entourant ses décisions d'affaires. 

## Biographie
Il a émigré en Australie en 2001.